# Alexander Koch (Schauspieler)

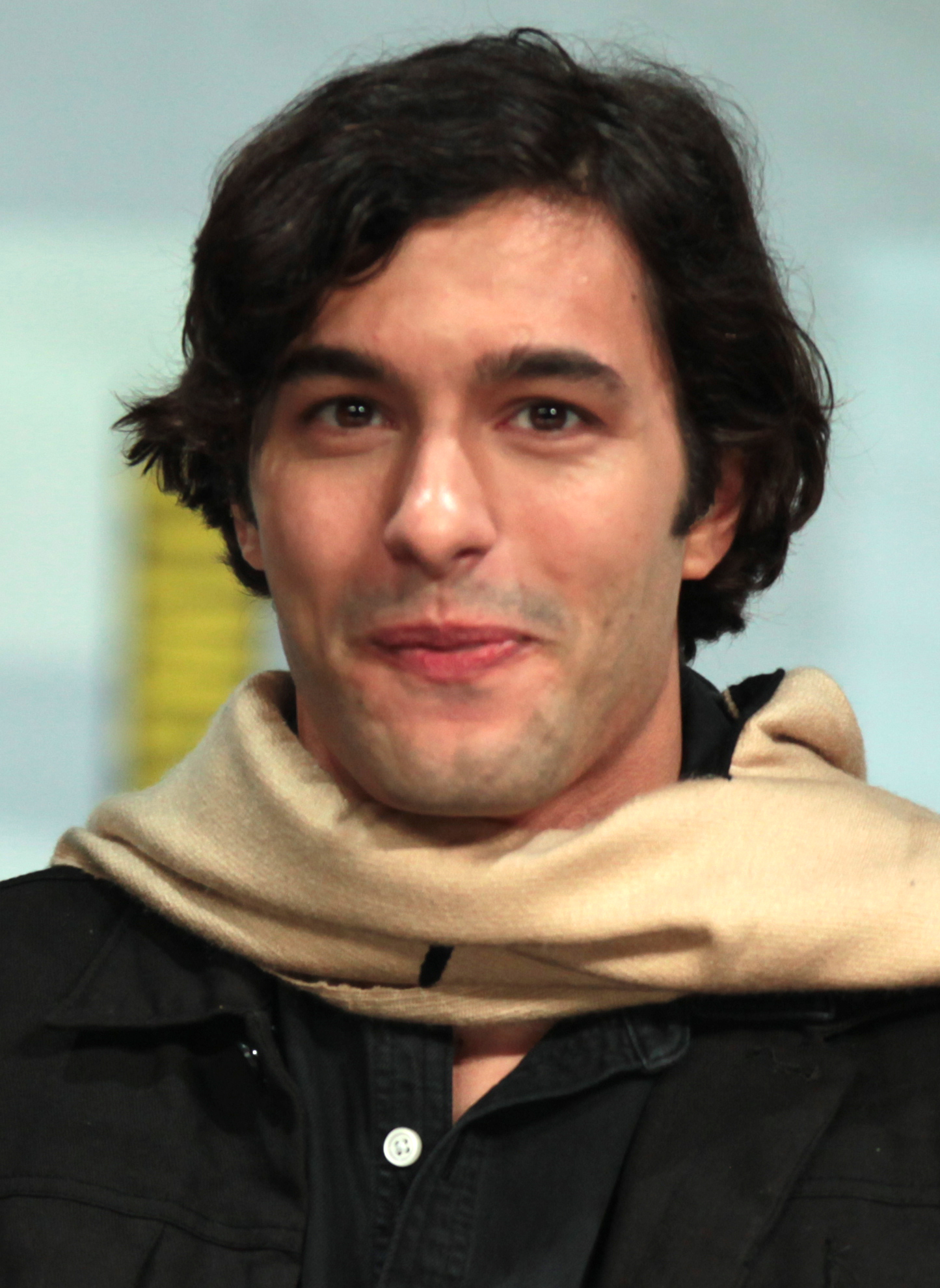
Alexander Koch (2014)

Alexander Koch (* 24. Februar 1988 in Detroit, Michigan) ist ein US-amerikanischer Schauspieler.

## Leben und Karriere
Alexander Koch wurde in Detroit, Michigan, geboren und ist dort aufgewachsen. Seine Wurzeln sind italienisch, deutsch und libanesisch. Er ging auf die Theaterschule an der DePaul University und spielte dort in einigen Theaterstücken mit. 2012 schloss er die Schule mit dem Bachelor of Fine Arts ab. Derzeit wohnt er in Los Angeles.
Sein Schauspieldebüt hatte er 2011 in der Rolle als Frank im Kurzfilm The Ghosts, der 2011 auf dem Brooklyn Film Festival präsentiert wurde. Bekannt wurde er 2013 durch die Rolle des James „Junior“ Rennie in der Fernsehserie Under the Dome, die zugleich seine erste große Schauspielrolle ist. Die Serie basiert auf dem Roman Die Arena von Stephen King.

## Filmografie (Auswahl)
- 2011: The Ghosts (Kurzfilm)
- 2012: Underemployed (Fernsehserie, Episode 1x05)
- 2013–2015: Under the Dome (Fernsehserie, 39 Episoden)
- 2016: Always Shine – Freunde für immer … (Always Shine)
- 2017: Maya Dardel
- 2019: The Code (Fernsehserie, 3 Episoden)
- 2020: Black Bear
- 2020: Lucifer (Fernsehserie, 3 Episoden)
- 2020: Sightless
- 2023: Küssen und andere lebenswichtige Dinge (Happiness for Beginners)